# Изофталевая кислота
Изофталевая кислота (ИФК, метафталевая кислота, 1,3-бензолдикарбоновая кислота) — органическое вещество, двухосновная дикарбоновая ароматическая кислота с мета-расположением карбоксильных групп. Является изомером фталевой и терефталевой кислот. Представляет собой бесцветные кристаллы, почти без запаха. Неагрессивна по отношению к ряду металлов, а также — к алюминию и нержавеющей стали (в условиях применения).

## Получение и обнаружение изофталевой кислоты в природе
В природе изофталевая кислота практически не встречается, её большую часть получают синтетически.
Основным методом промышленного синтеза изофталевой кислоты является окисление м-ксилола в присутствии каталитической системы, содержащей кобальт, марганец и бром. Данная система обеспечивает практически количественное окисление метильных групп ксилола. Растворителем служит уксусная кислота, а окислителем является кислород воздуха. Источником брома могут быть бромоводород, бромид натрия, тетрабромэтан. Поскольку реакционная среда может считаться коррозийной, для синтеза используется титановое оборудование. Реактор работает при температуре 175—225 °C и давлении 1500—3000 кПа. Протекающая реакция весьма экзотермична.
В качестве побочного продукта в небольших количествах образуется 3-карбоксибензальдегид. Для её отделения, а также для очистки продукта от окрашенных примесей смесь подвергают гидрированию в присутствии палладиевого катализатора с последующей кристаллизацией. При этом 3-карбоксибензальдегид превращается в более растворимую в воде м-толуиловую кислоту с последующим её отделением.
В лабораторных условиях изофталевую кислоту очищают кристаллизацией из водного этанола.

## Физические свойства
Изофталевая кислота представляет собой бесцветное твёрдое вещество, хорошо растворимое в водных растворах щелочей, но плохо — в воде, уксусной кислоте и низших спиртах.

## Химические свойства
По химическим свойства изофталевая кислота представляет собой типичную карбоновую кислоту. Она образует соли и сложные эфиры (изофталаты) по одной либо обеим карбоксильным группам. При взаимодействии с SOCl2 или ацетилхлоридом при нагревании превращается в соответствующий хлорангидрид.
Бензольное кольцо в молекуле изофталевой кислоты способно восстанавливаться до циклогексанового под действием водорода на платиновом катализаторе. Также изофталевая кислота вступает в типичные реакции электрофильного замещения: галогенируется в дымящей серной кислоте до тетрагалогенпроизводного, нитруется концентрированной азотной кислотой с образованием 4- и 5-нитропроизводных, сульфируется до 5-сульфоизофталевой кислоты.

## Безопасность
Изофталевая кислота относится к высокоопасным веществам (Класс опасности 2). При вдыхании вызывает функциональные расстройства центральной нервной системы.
Токсична; при превышении ПДК возможны аллергические заболевания.
Изофталевая кислота относится к группе веществ, обладающих общетоксическим действием. В больших количествах изофталевая кислота раздражает слизистую оболочку кожи и глаз.
Рекомендуемая ПДК в воздухе — составляет 0,2 мг/м³, LD50 на крысах — около 120 мг/кг.

## Основные сферы использования
Изофталевая кислота используется как сомономер в производстве пластиковых бутылок и некоторых резин. Из неё также получают материалы для изоляции, а полимеризация с малеиновым ангидридом и последующая сшивка со стиролом приводит к высокопроизводительным ненасыщенным полимерам.

### Применение сложных эфиров изофталевой кислоты
Её сложные эфиры — диметилизофталат, диэтилизофталат, диоктилизофталат, диаллилизофталат — важные продукты химической промышленности, незаменимы в производстве пластификаторов поливинилхлорида. Характеризуются низкой степенью фитотоксичности.

### Будущее применение
Как сама изофталевая кислота, так и её производные находят ограниченное применение на предприятиях химико-фармацевтической промышленности.